# Elektryczne sterowanie szyb
Elektryczne sterowanie szyb lub elektryczna regulacja szyb (z ang. power windows lub electric windows) - rozwiązanie techniczne stosowane w pojazdach mechanicznych/samochodach głównie osobowych, ciężarowych, terenowych itp. umożliwiające zamykanie i otwieranie szyb w drzwiach bocznych bez konieczności użycia siły ludzkich rąk (tzn. ręczna regulacja wymagająca kręcenia korby przymocowanej do obicia drzwi).
Zamykanie/otwieranie szyb odbywa się na pomocą przycisków sterowania (góra/dół).

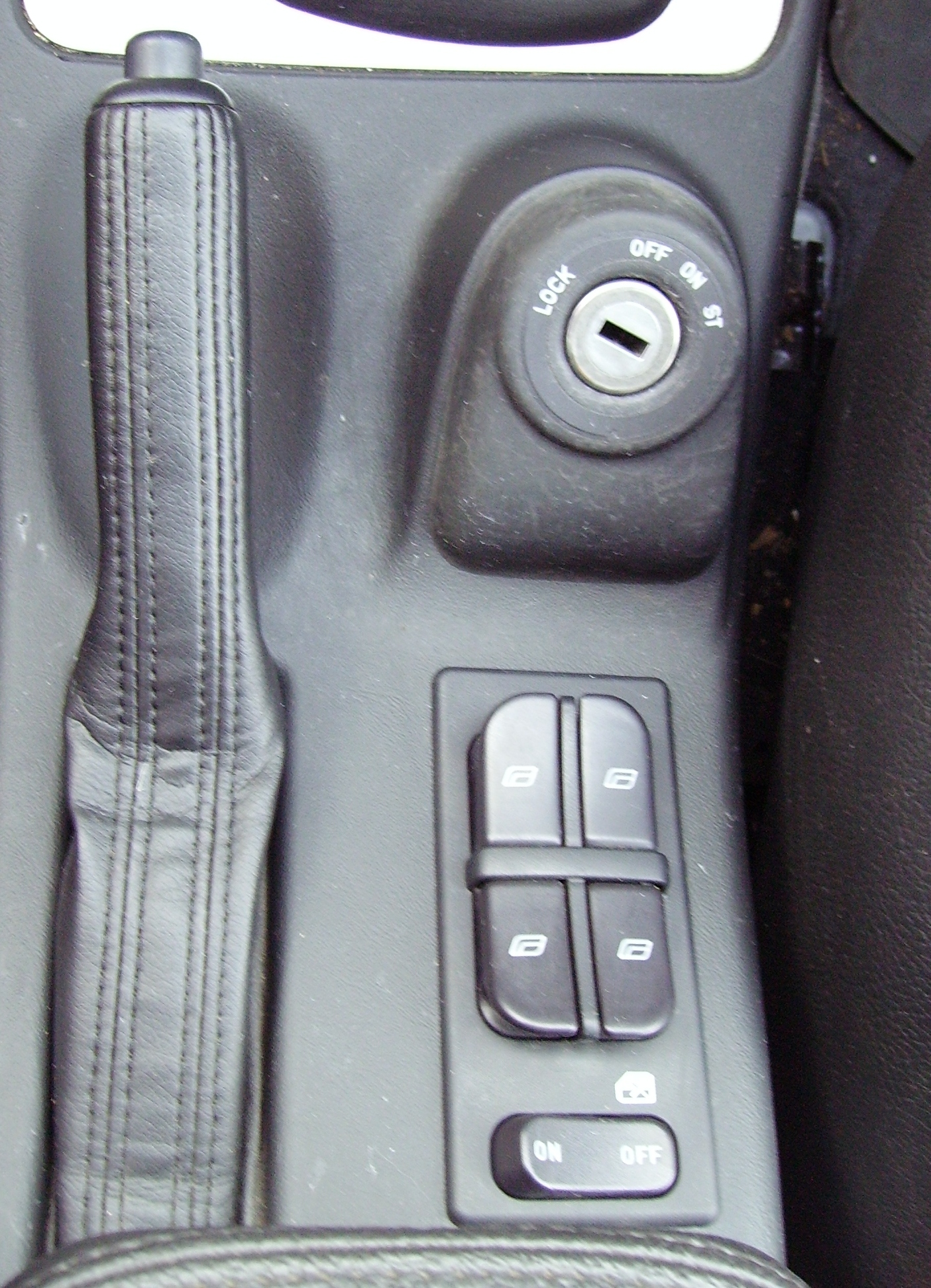
Przyciski sterowania (pomiędzy przednimi fotelami) w centralnej konsoli; Saab 9-5

Zależnie od przepływu prądu roboczego szyba jest podnoszona lub opuszczana; silnik prądu stałego obraca się w obie strony. Każdy obrót silnika rejestrowany jest za pomocą czujnika Halla i przesyłany do urządzenia sterującego, które rozpoznaje aktualne położenie szyby na podstawie otrzymanych sygnałów.
Stosuje się element zabezpieczający przed przypadkowym przyciśnięciem (np. ręki lub szyi) między krawędzią szyby i ramą; działa on w trakcie podnoszenia szyby, rozpoznaje zwiększony opór (zwiększa się pobór prądu silnika), po czym zmienia na krótko kierunek prądu (szyba jest opuszczana).